# 김학준 (개그맨)
김학준 ( 1971년 2월 28일 ~ )은 대한민국의 가수 겸 개그맨이다.

## 생애
1993년 SBS 개그맨 공채 3기로 데뷔하였고 2년 후 1995년 그룹 틴틴파이브로 가수로 활동하였고 이듬해 1996년 그룹 벗헤드로 활동하였으며 2000년 KBS2 개그콘서트에 출연하였다.

## 학력
- 광문고등학교 (서울)
- 한양대학교 무용학과 학사

## 출연작
- 1994년 SBS 《열려라 웃음천국》
- 1995년 SBS 《TV 최강전》
- 2000년 KBS2 《개그콘서트》

## 음반

### 틴틴파이브
- 1995년 《2집 Here We Go》

### 벗헤드
- 1996년 《1집 Flush!》